# Ganse (Wustrow)
Ganse ist ein Dorf im niedersächsischen Wendland und ist ein Ortsteil der Stadt Wustrow (Wendland).

## Geographie
Der Ort liegt drei Kilometer nordwestlich von Wustrow und ist ein Rundling.

## Geschichte
Der Ortsname leitet sich vom slawischen Begriff Ganze (= Gans) ab. Ganse wurde 1343 erstmals urkundlich erwähnt. Für das Jahr 1848 wird angegeben, dass Ganse 21 Wohngebäude hatte, in denen 151 Einwohner lebten. Zu der Zeit war der Ort nach Satemin eingepfarrt, wo sich auch die Schule befand.
Am 1. Dezember 1910 hatte Ganse im Kreis Lüchow 92 Einwohner.